# 乙女座 (呉市)
乙女座（おとめざ）は、広島県呉市豊町御手洗にある建築物。1937年（昭和12年）に芝居小屋（劇場）として建築され、その後映画館として使用された。2002年（平成14年）に復元されて資料館の江戸みなとまち展示館（えどみなとまちてんじかん）となっている。御手洗のメインストリートである相生通りに南面している。

## 歴史

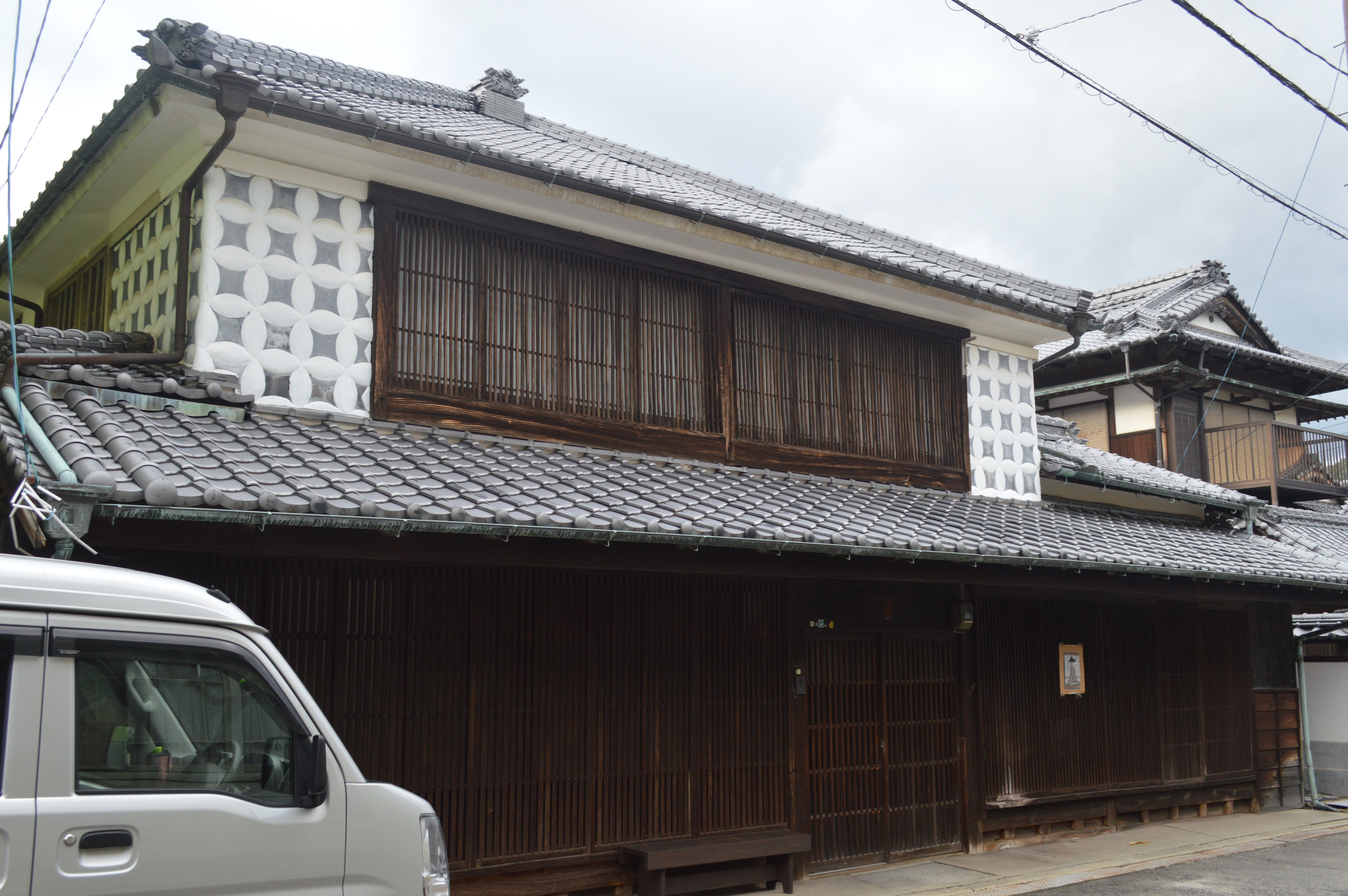
乙女座の経営者だった鞆田家住宅

### 戦前
1937年（昭和12年）時点の豊田郡御手洗町には劇場がなかったことから、鞆田稔町長が私財を投じて劇場の乙女座を建設した、1937年（昭和12年）11月に開館した。
名称は鞆田の母親である鞆田トメに因んでいる。鞆田家は明治期に躍進した廻船問屋であり、鞆田稔の父親も御手洗町長を務めている。明治初期に蛭子町に建てられた鞆田家住宅（鞆田邸、鞆幸）はなまこ壁が目立つ建物である。乙女座は映画の上映、芝居や大道芸の興行、青年会の社交場などとして使用された。

### 戦後
1955年（昭和30年）の『全国映画館総覧 1955年版』には開館年が掲載されていないが、経営者は鞆田稔、定員は350の映画館だった。1958年（昭和33年）の『映画便覧 1958』によると、経営者はやはり鞆田稔、定員もやはり350で邦画を上映する映画館だった。
1953年（昭和28年）頃から1965年（昭和40年）頃まで、大工の築山克己が映写技師助手をしていたという。夏場は19時頃から2本立または3本立で上映し、上映終了時間が23時を過ぎることもあった。1953年（昭和28年）公開の映画『君の名は』は観客が多かった。1960年代初頭まで映画館として親しまれた。映画産業の斜陽化後には大長みかんの選果場に転用された。青年団の演劇やダンスパーティ会場として使用されることもあったが、長らく空き家となっていた。

### 復元
1994年（平成6年）7月4日には「呉市豊町御手洗」が国の重要伝統的建造物群保存地区に選定された。地元住民の強い要望を受けて、2002年（平成14年）4月14日には復元工事が完了。こけら落としとして住民による芝居・唄・踊りが披露され、劇場には200人近くが集まった。その後は資料館として一般公開されている。
2008年（平成20年）11月18日に開通する豊島大橋の記念イベントに合わせて、11月30日には御手洗演芸大会が開催され、御手洗節・寸劇・舞踊などが行われた。この際には消防法上の利用用途を資料館から劇場に変更し、自動火災報知機や避難誘導灯を新設した。『朝日新聞』は御手洗演芸大会を「約40年ぶりに興行が復活」と報じている。
2009年（平成21年）6月10日には太平洋戦争を主題とする映画『真夏のオリオン』の特別試写会が行われ、約半世紀ぶりに乙女座で映画が上映された。呉市立豊小学校と呉市立豊中学校の児童生徒全員が映画を鑑賞し、出演した俳優の堂珍嘉邦や吉田栄作がティーチインを行った。
2010年1月11日、豊町観光協会などが成人の日に合わせて「懐かしの無声映画上映会」が開催された。『チャプリンの酔いどれ天国』、『キートンの警官騒動』、『血煙高田の馬場』の3作品が上映され、弁士兼映写技師の井上陽一が声を付けた。戦後間もない時期まで乙女座では無声映画が上映されていた。
2014年（平成26年）には広島県土木局営繕課によって、乙女座が「ひろしま たてものがたり」のベストセレクション30（“訪れたい”と思わせる魅力ある建物）に選定された。2019年（令和元年）12月8日には乙女座で重伝建選定25周年記念シンポジウムが開催された。2020年（令和2年）11月14日・11月23日には「日本博 せとうち音回廊」の一環として、コトリンゴと奇妙礼太郎によるコンサートが行われた。

## 建築

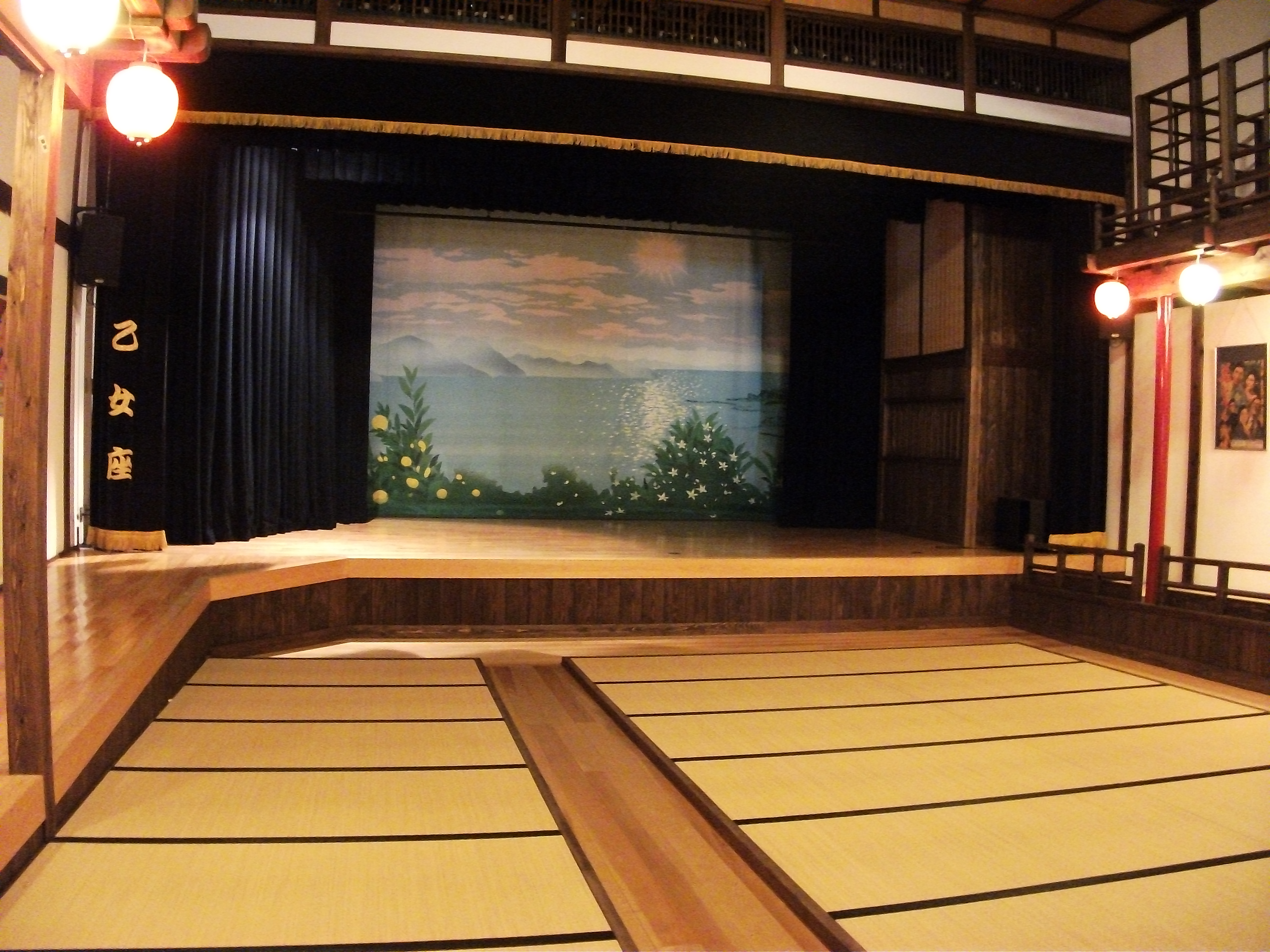
舞台

外観は木造モルタル仕上げであるが、内部は伝統的な芝居小屋の様式を有している。花道や奈落などの舞台装置や、2階の桟敷席も備えられている。

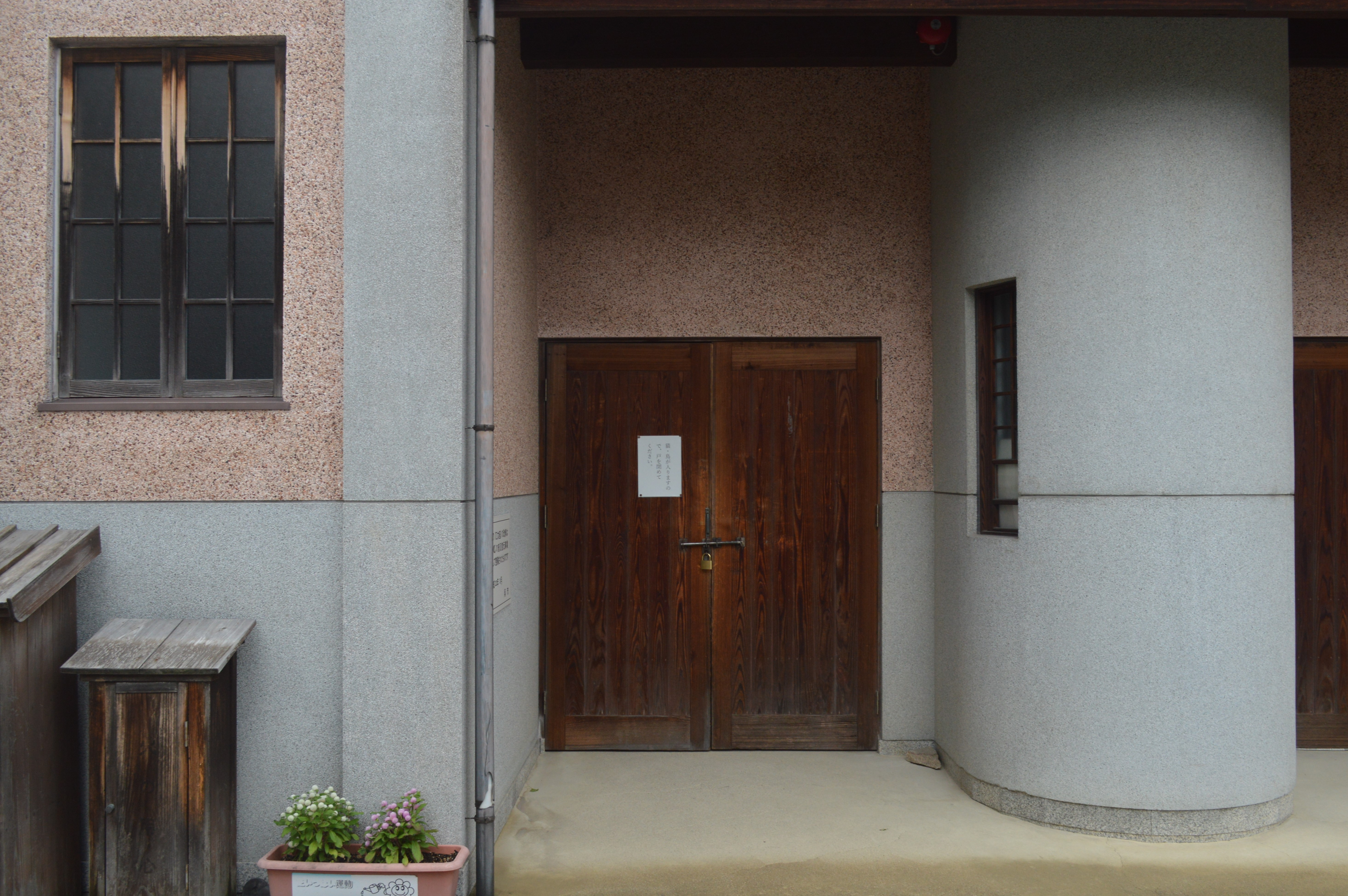
入口
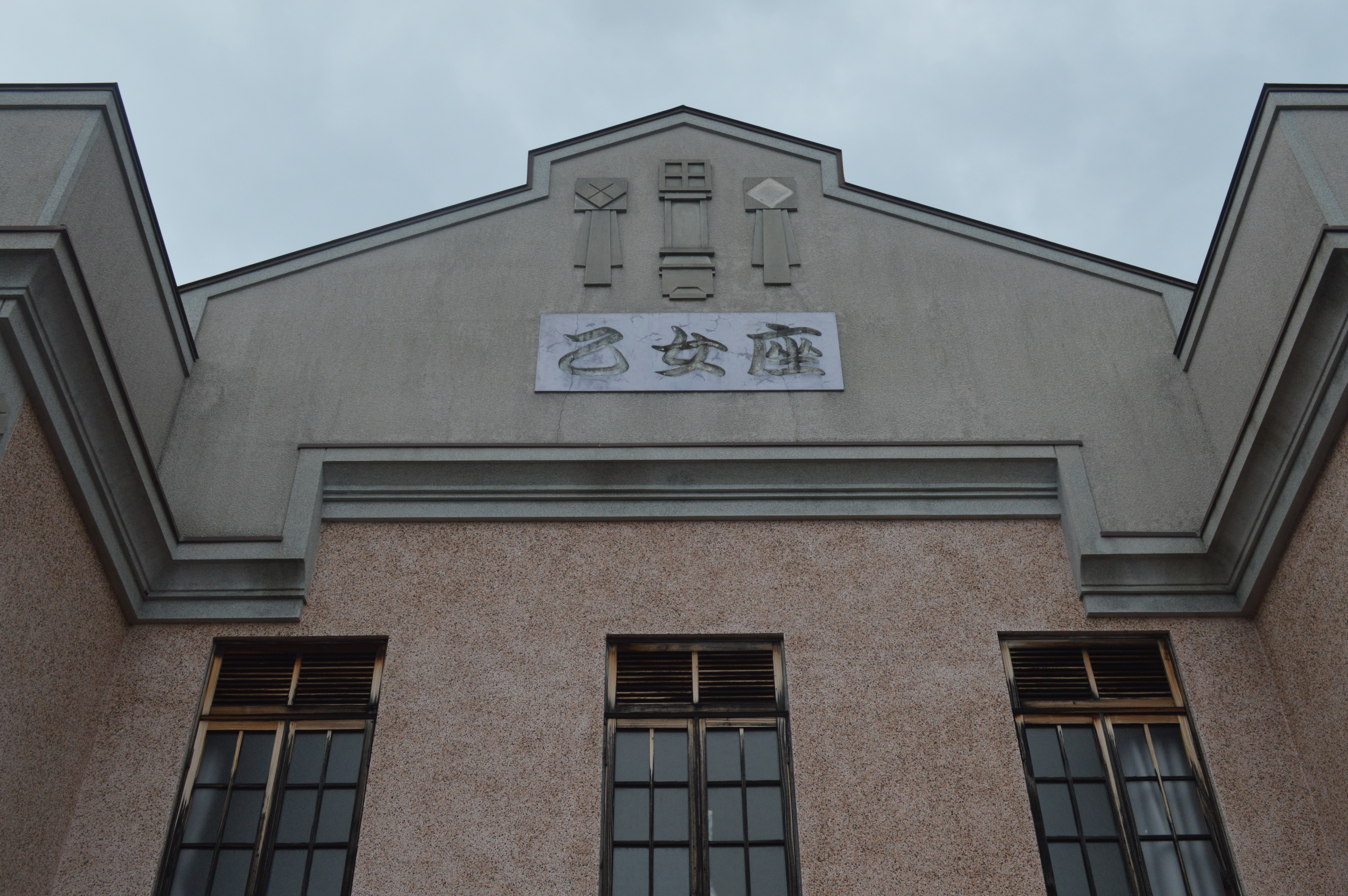
入口の上部

## 利用案内
- 入館料 - 一般200円、高校生120円、小中学生80円
- 休館日 - 火曜日（祝日の場合は翌日）、年末年始
- 開館時間 - 9時00分～17時00分
- アクセス : JR呉線広駅からバスで「御手洗港」下車後徒歩1分